# نانیارچار
نانیارچار (به لاتین: Naniarchar) یک منطقهٔ مسکونی در بنگلادش است که در ناحیه رنگماتی هیل واقع شده‌است. نانیارچار ۳۹۳٫۶۸ کیلومتر مربع مساحت و ۳۴٬۵۶۱ نفر جمعیت دارد.